# María Carbonero Barceló
María Carbonero Barceló (Palma, 1956) és una pintora balear.
Llicenciada en Belles Arts per la Universitat de Barcelona (1981).
Realitzà la seva primera exposició a Palma el 1982 a la galería "Joaquim Mir", de Palma. Ha exposat a Madrid, Barcelona i París, i ha participat en les fires d'art ARCO (des del 1985), Interarte (1986-1988) i Art Frankfurt (Alemanya 1989). És membre fundadora del taller Edicions 6a Obra Gràfica (1982), amb el qual exposà a la calcografia Nacional (Madrid 1987), a Sala Pelaires (Palma 1989) i a Es Baluard.
Va pintar els éssers desheretats toreros, les gitanes i les senyores del vespre com ja va fer el seu avi Pedro Barceló. A les seves exposicions a l'illa de Mallorca s'han pogut trobar figures de l'elit del món polític i financer espanyol. És neboda de Josep Barceló Moner.